# منطقه‌های کامرون

کامرون دارای ۱۰ منطقه است:
| روی نقشه | منطقه         | تلفظ فرانسوی                        | مساحت km2 | جمعیت (۱۹۸۷) | تراکم جمعیت | مرکز      |
| -------- | ------------- | ----------------------------------- | --------- | ------------ | ----------- | --------- |
| ۱        | آداماوا       | آدامائوآ (Adamaoua)                 | ۶۳٬۶۹۱    | ۴۹۵٬۱۸۵      | ۷٫۸         | انگاوندره |
| ۲        | مرکز          | سانتر - مرکزی (Centre)              | ۶۸،۹۲۶    | ۱،۶۵۱،۶۰۰    | ۲۴          | یائونده   |
| ۳        | شرق           | اوئست - خاوری (Ouest)               | ۱۰۹،۰۱۱   | ۵۱۷،۱۹۸      | ۵           | برتوا     |
| ۴        | شمال دور      | نور اوئست - شمال خاوری (Nord-Ouest) | ۳۴،۲۴۶    | ۱،۸۵۵،۶۹۵    | ۵۴          | ماروا     |
| ۵        | منطقه لیتورال | لیتورال - کناره ای (Littoral)       | ۲۰،۲۳۹    | ۱،۳۵۲،۸۳۳    | ۶۷          | دوالا     |
| ۶        | شمال          | نور - شمالی (Nord)                  | ۶۵،۵۷۶    | ۱،۶۸۷،۹۵۹    | ۱۳          | گاروا     |
| ۷        | شمال غربی     | اکسترِم نور (Extreme-Nord)           | ۱۷،۸۱۲    | ۱،۲۳۷،۳۴۸    | ۶۹          | بامندا    |
| ۸        | جنوب          | سود - جنوبی (Sud)                   | ۴۷،۱۱۰    | ۳۷۳،۷۹۸      | ۸           | ابولووا   |
| ۹        | جنوب غربی     | سود اوئست - جنوب خاوری (Sud-Ouest)  | ۲۴،۵۷۱    | ۸۳۸،۰۴۲      | ۳۴          | بوئا      |
| ۱۰       | غرب           | اِست - باختری (Est)                  | ۱۳،۸۷۲    | ۱،۳۳۹،۷۹۱    | ۹۷          | بافوسام   |

مشارکت‌کنندگان ویکی‌پدیا. «Regions of Cameroon». در دانشنامهٔ ویکی‌پدیای انگلیسی، بازبینی‌شده در ۲۶ مارس ۲۰۱۲.